# Konrad von Sarstedt
Konrad von Sarstedt (auch: Conrad oder Cord von Sarstedt sowie Conradus de Tzerstede; * um 1385 in Hannover; † 7. März 1440 in Lüne) war ein deutscher Pfarrer, Ratsschreiber, Propst und Stifter.

## Leben

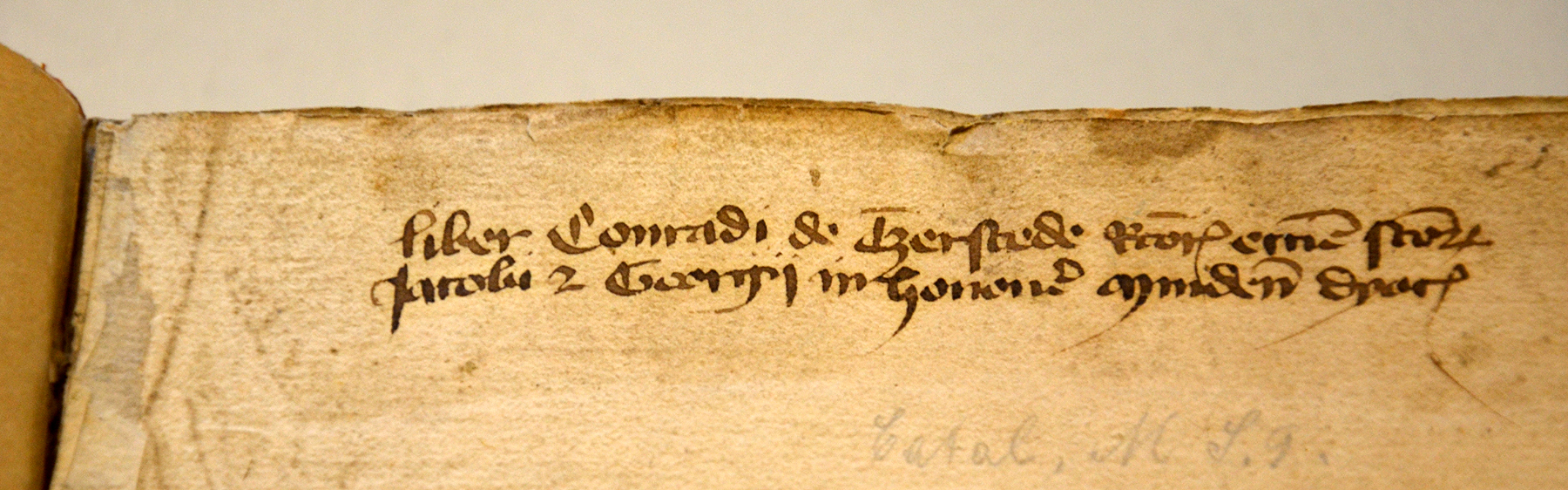
Handschriftlicher Eigentumsvermerk von Konrad von Sarstedt

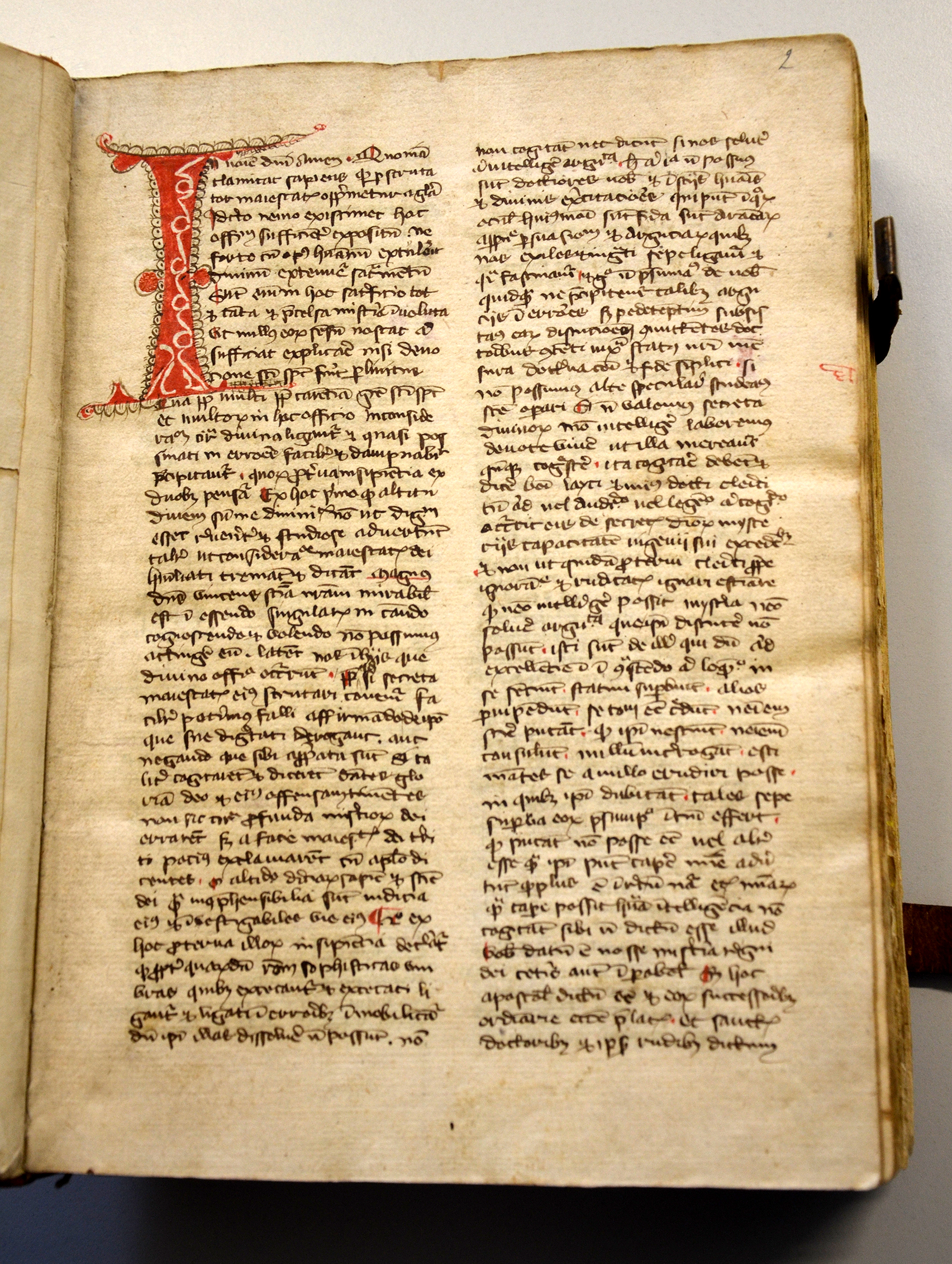
Abschrift von Heinrich von Berchings Lectura super officio missae durch Konrad von Sarstedt, 1416
Ratsbibliothek und Stadtbibliothek Hannover

Konrad von Sarstedt wurde im Sommersemester 1405 an der Universität Erfurt immatrikuliert und erhielt vermutlich im Sommersemester 1407 seinen Abschluss als „Bakkalar der Artes“.
Wie schon zuvor ein Onkel sowie ein Großonkel von Sarstedt erhielt dieser von 1411 bis 1421 eine Stellung als Ratsschreiber in Hannover. Parallel dazu vergab ihm der Rat der Stadt als Pfründe eine Vikarie am Heilig-Geist-Spital in Hannover. Ab 1429 bis zu seinem Lebensende hatte von Sarstedt die Stellung als Pfarrer an der hannoverschen Marktkirche inne und wurde, ebenfalls parallel und bis zu seinem Tod und unter Beibehaltung seines Wohnsitzes in Hannover, „1432 oder 1433“ als Nachfolger Heinrich von Bodenstedts Propst am Kloster Lüne.
Wenngleich von Sarstedt am Kloster Lüne begraben ist, hat sich an der Marktkirche in Hannover ein Epitaph sowie sein Siegel als Pfarrer erhalten.
Konrad von Sarstedt bereicherte seine Heimatstadt mit mehreren Stiftungen. Darunter befand sich die von ihm an der Marktkirche aufgebaute und aus eigenen Mitteln finanzierte Büchersammlung. Seine am 23. April 1440 beurkundete Schenkung bildet den Anfang und – zusammen mit der Büchersammlung von Volkmar von Anderten – den Grundstock der Ratsbibliothek und damit den der Stadtbibliothek Hannover.